# Minato (Nagoja)
Minato (jap. 港区 Minato-ku; dosł. dzielnica portowa) – jedna z 16 dzielnic Nagoi, stolicy prefektury Aichi. Dzielnica została założona 10 stycznia 1937 roku. Położona w południowo-zachodniej części miasta. Graniczy z dzielnicami Atsuta, Nakagawa i Minami, miastem Tōkai, miasteczkiem Kanie oraz wioską Tobishima.
Na terenie dzielnicy znajduje się brazylijska szkoła Colégio Brasil Japão Prof. Shinoda.

## Miejscowe atrakcje
- Publiczne akwarium w porcie Nagoja
- SCMaglev and Railway Park
- Legoland Japan
- Nagoya Port Building
- Nagoya Port Sea Train Land
- Nagoya Racecourse
- Nagoya City Wilde Bird Observation Center